# The Less I Know the Better
The Less I Know the Better – singel australijskiego zespołu muzycznego Tame Impala, wydany 29 listopada 2015 roku.
W 2016 roku piosenka zajęła 23 miejsce na belgijskiej liście singli Flandres, 66 na ARIA Singles Chart i 195 na francuskiej liście singli. W USA piosenka znalazła się na 35 miejscu na liście Billboard's Hot Rock Songs.

## Certyfikaty
| Kraj                     | Certyfikat | Sprzedaż   |
| ------------------------ | ---------- | ---------- |
| Australia (ARIA)         | 5× platyna | 350 000+   |
| Belgia (BEA)             | złoto      | 20 000+    |
| Kanada (Music Canada)    | złoto      | 40 000+    |
| Dania (IFPI)             | złoto      | 45 000+    |
| Włochy (FIMI)            | złoto      | 35 000+    |
| Polska (ZPAV)            | 2× platyna | 100 000+   |
| Wielka Brytania (BPI)    | platyna    | 600 000+   |
| Stany Zjednoczone (RIAA) | 4× platyna | 4 000 000+ |